# João Sassetti
João Vicente de Freitas Branco Sassetti (22 de Janeiro de 1892 – 28 de Maio de 1946) foi um atleta esgrimista olímpico português.

## Família
Filho de José Correia Sassetti (Lisboa, Encarnação, 24 de Outubro de 1849 — Lisboa, Santos-o-Velho, 6 de Dezembro de 1931) cujo avô paterno era Italiano, e de sua mulher (Lisboa, São Paulo, 10 de Fevereiro de 1887) Laura de Freitas Branco (Lisboa, Santa Catarina, 23 de Novembro de 1865 - Lisboa, Lapa, 1 de Outubro de 1947), sobrinha-neta do 1.º Visconde das Nogueiras.

## Biografia
Ganhou a medalha de bronze de equipas de espada nos Jogos Olímpicos de 1928, juntamente com Mário de Noronha, Paulo d'Eça Leal, Jorge de Paiva, Frederico Paredes e Henrique da Silveira.
A 2 de Junho de 1922 foi feito 34.º Sócio Honorário do Ginásio Clube Figueirense.

## Casamento e descendência
Casou com D. Maria de Lourdes da Costa de Sousa de Macedo (Lisboa, 24 de Dezembro de 1896 - Lisboa, 24 de Abril de 1966), filha de D. Bernardo António da Costa de Sousa de Macedo (Lisboa, 16 de Setembro de 1863 - Lisboa, 16 de Junho de 1947), filho do 5.º Visconde e 3.º Conde de Mesquitela, e de sua mulher (Lisboa, 14 de Outubro de 1886) Maria Adelaide Pinto Barbosa Cardoso (Lisboa, 30 de Outubro de 1865 - Lisboa, 23 de Junho de 1958), de quem teve oito filhos e filhas.